# Landsorganisationen Danske Fugleforeninger
Landsorganisationen Danske Fugleforeninger (LDF) en en organisation med det formål er at oprette, vedligeholde og udbygge kontakt og samarbejde mellem danske fugleforeninger.

## Medlemsforeninger
LDFs medlemsforeninger kategoriseres som enten lokalforeninger eller specialklubber og interessegrupper.

### Lokalforeninger
De lokale fugleforeninger består typisk af fugleholdere med interesse for vidt forskellige fuglearter, som har det til fælles, at de bor i samme lokalområde. De mest almindelige aktiviteter omfatter jævnlige medlemsmøder med foredrag, samt en årlig fugleudstilling. Fugleudstillingerne har især har til formål at vise fuglene frem, men udstillerne får samtidig fuglene bedømt af uddannede dommere.
LDF har omkring 40 lokale fugleforeninger tilsluttet (marts 2011).

### Specialklubber og interessegrupper
Specialklubberne og interessegrupperne består af fugleholdere, som har en bestemt fugleart eller fuglegruppe som interesse. Medlemmerne er som regel spredt over hele landet. Specialklubberne afholder typisk en årlig udstilling, hvor fuglene udstilles med det hovedformål af få dem bedømt af kvalificerede dommere.
LDF har følgende specialklubber og interessegrupper tilsluttet:
- Dansk Undulat Klub
- Dansk Kanarie Opdrætter Klub
- Jydsk-Fynsk Kanarie Klub
- Dansk Zebrafinkeklub
- Dansk Lori Klub
- Interessegruppen for Frugt- og Insektædere
- Landsforeningen Australske Parakitter
- Interessegruppen Pionus
- Interessegruppen for Afrikanske Langvingepapegøjer

## Dansk Fuglehold
LDF udgiver tidsskriftet Dansk Fuglehold, som udkommer 10 gange årligt.

## Dommeruddannelse
LDFs dommerudvalg varetager uddannelsen af dommere til bedømmelse af fugle på udstillinger, kåringsskuer m.v.

## Landsudstillinger
LDF har tidligere arrangeret landsudstillinger med deltagelse fra fugleforeninger fra hele landet, men dette er ikke en del af de nuværende aktiviteter.

## Eksterne kilder og henvisninger
- Landsorganisationen Danske Fugleforeninger – officiel hjemmeside
- Dansk Fuglehold Arkiveret 11. september 2017 hos  Wayback Machine